# Heterorachis simplex
Heterorachis simplex är en fjärilsart som beskrevs av W. Warren 1902. Heterorachis simplex ingår i släktet Heterorachis och familjen mätare. Inga underarter finns listade i Catalogue of Life.